# Fältjägaren fjällstuga

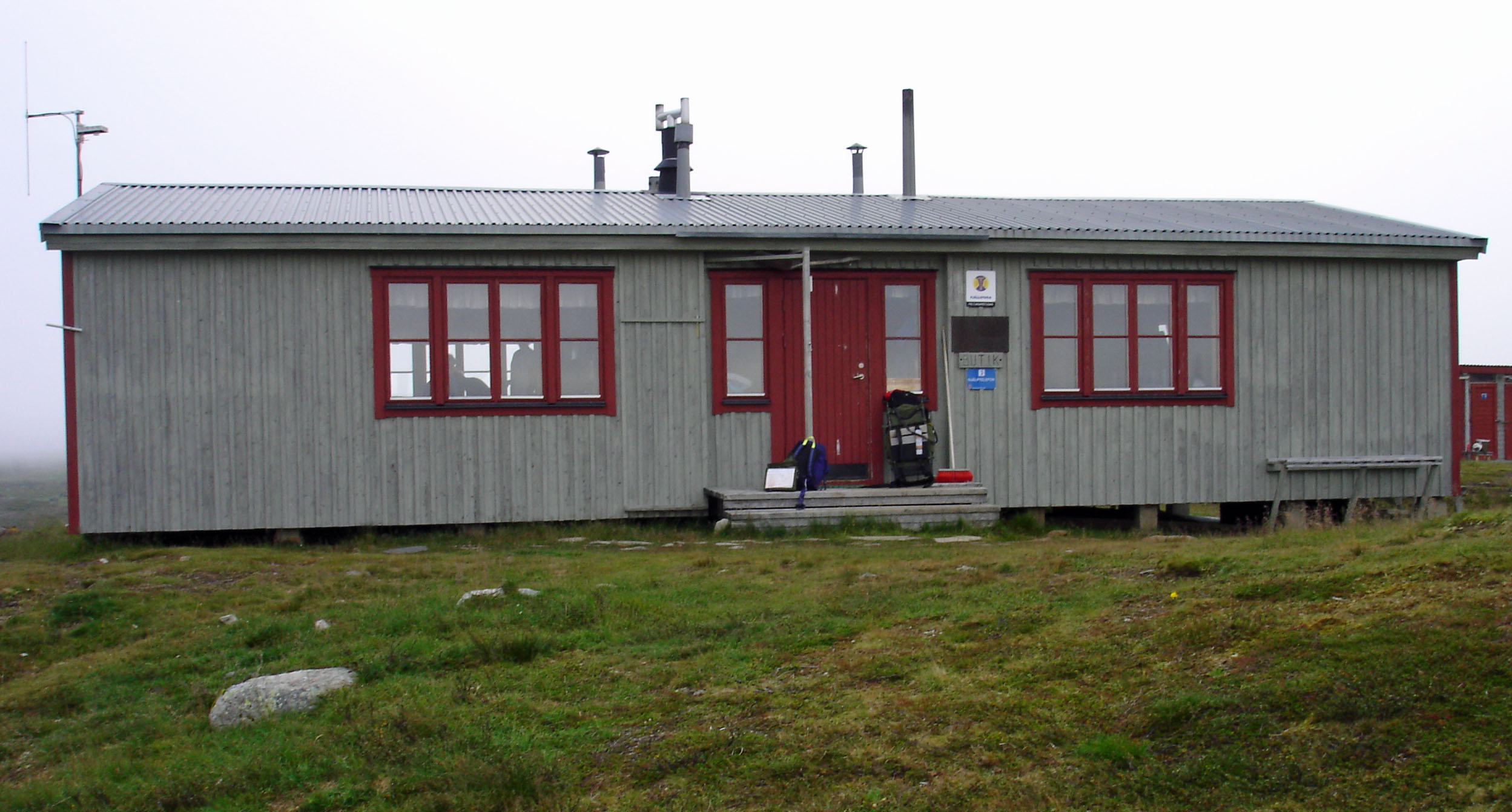
Fältjägaren fjällstuga

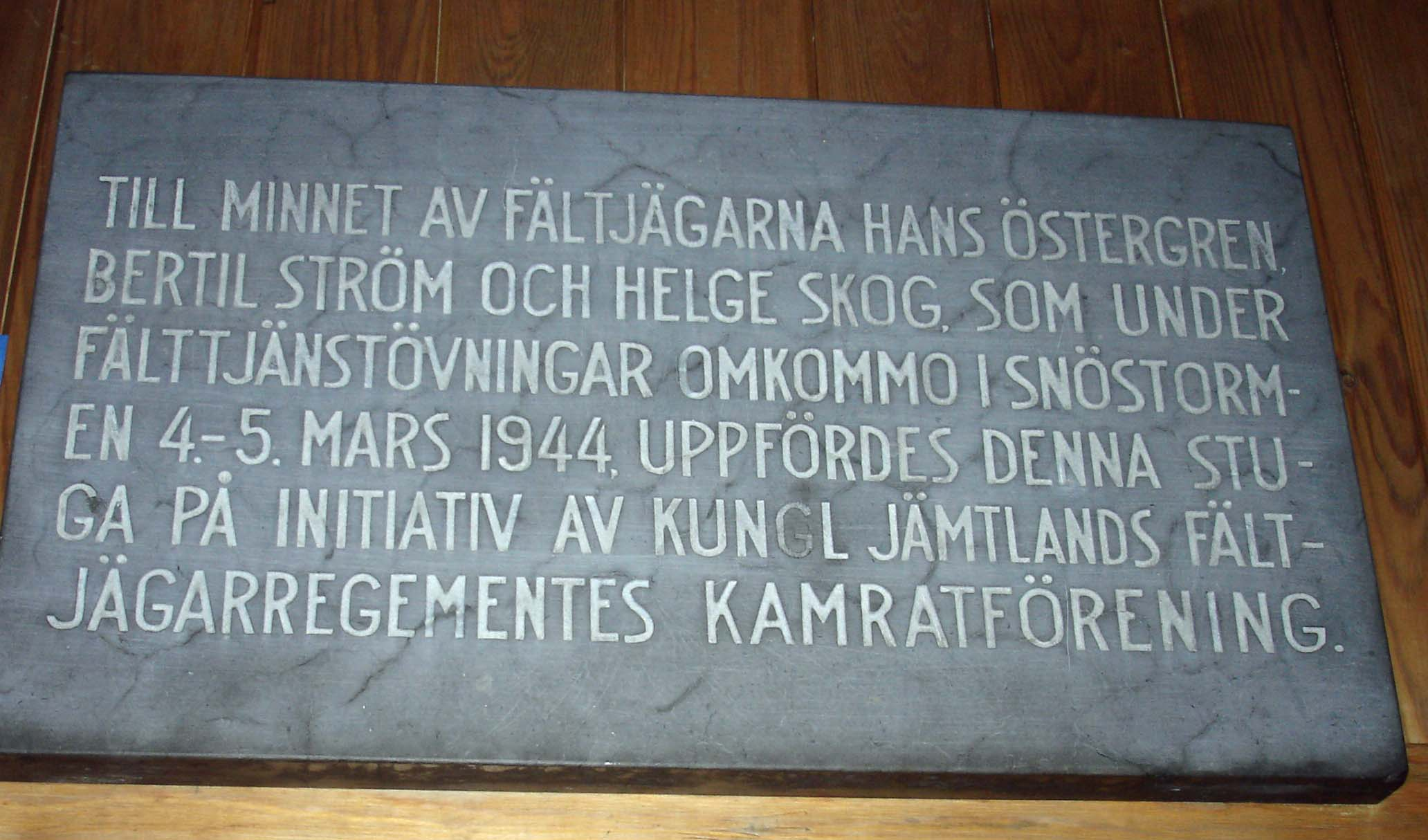
Minnestavla över olyckan 1944

Fältjägaren fjällstuga, ligger vid vandringsleden mellan Ramundberget (16 km) och Helags (12 km) och är en av Svenska turistföreningens fjällstugor. Nuvarande stuga, av Turistföreningens typhusmodell Fjällstuga 65, är byggd 1965, men den första stugan uppfördes på initiativ av Kungliga Jämtlands Fältjägarregementes Kamratförening 1945 till minne av omkomna fältjägarna Hans Östergren, Bertil Ström och Helge Skog som omkom i en snöstorm den 4-5 mars 1944 . Minnestavlan sitter numera i förstugan till fjällstugan.

## Olyckan
Under en marsch från Helags fjällstation till Bruksvallarna i början av mars 1944 hamnade en förpluton i snöoväder, och fem man kom bort. Två av dessa återfann man vid liv, men tre av dem hade dött i fjället på grund av exponering. Regementets kamratförening samlade in pengar för att uppföra ett vindskydd norr om Öratjärnarna (där stugan ligger än idag) till deras minne. Den 22 juli 1945 överlämnades stugan till Svenska turistföreningen.

## Stugplatsen
Det finns 20 bäddar i två dagrum med 5-bäddshytter, samt ett separat stugvärdsrum. Matlagning och uppvärmning sker med gasol. Stugplatsen är bemannad av stugvärd under öppettider både vinter- och sommarsäsong. Det finns säkerhetsrum, samt en hjälptelefon och utedass.